# 學院制大學
學院制大學或稱聯邦制大學、聯合大學（federal university），是由若干所具備一定獨立性的學院共同組成的大學，擁有統一的中央管理機構。世界上較為知名的聯合大學，包括英国的倫敦大學、杜伦大学、剑桥大学及牛津大学。

## 聯盟式
大學的學院接近獨立運作，而大學只負責頒發學位。例子有：
- 倫敦大學
- 加州大學
- 加州州立大學
- 紐約州立大學
- 德州大學
- 愛爾蘭國立大學

已轉變為獨立大學的前學院：
- 卡地夫大學（前身為威爾斯大學的成員學院）
- 鄧迪大學（前身為聖安德魯斯大學的成員學院）
- 紐卡素大學（前身為杜倫大學的成員學院）
- 威爾斯三一聖大衛大學（前身為威爾斯大學蘭比特分校）

## 獨立學院
獨立學院負責全部或部分的教學及招生程序，甚至有獨立的財政來源。學院亦往往有自己的住宿及膳食設施、圖書館、運動隊伍、學生組織以及學友會。每一個學院有自己的精神和特色，以建立學生對學院的歸屬感。

### 牛津大學
牛津大學目前有38個學院及5個永久私人學堂。這些學院並不只是宿舍，亦負責本科生和研究生的教學。有些學院只接受研究生，而有一個學院並不招收學生。

### 劍橋大學
劍橋大學目前有31個學院，其中3個只接受女生入學，2個只接受研究生及成人學生（英語：Mature student）入學。
劍橋大學實際上只是一個組織鬆散的學院聯合體，各學院高度自治，但是都遵守統一的劍橋大學章程；該章程是由大學的立法結構起草通過的，每年還會修訂。
劍橋大學只負責考試與學位頒發，而招收學生的具體標準則由各學院自行決定，並自行招生。

### 杜倫大學
杜倫大學目前有16個學院與1個協會(society)以及1個國際中心(原Ushaw學院)。
共有4個系：、及。
註：部分較新的學院是非獨立學院。

### 多倫多大學
多倫多大學和加拿大和美國大多數大學不一樣，比較接近英國牛津和劍橋的制度，擁有十二個學院，其中有七个是獨立學院。

### 輔仁大學
輔大於1961年在臺復校後，由於單一教會團體無法自立承擔，因此由聖言會、耶穌會、中國聖職3個單位合力促成建校，擁有各自分立的行政、宿舍、學院系統及建築特色。因此，早期的輔大校園同時存在3個總務處、3個教務處甚至3名副校長，這樣3個單位分立的校務系統，使得輔大有如一所由3個「學院」或「書院」組成的聯邦制大學。由於3個單位各自辦學的狀態不利輔大長久發展，因此在2000年之後，除了3個辦學單位仍設有駐校代表及使命單位之外，大部分的校務事權漸趨統一，3個辦學單位各屬下學院的獨立性已不再。
- 聖言會興辦學院：理工學院、外語學院、民生學院、織品服裝學院。坐落於校區南側，建築代表色為「灰」。
  - 隸屬聖言會系統的聖神婢女傳教會為協助辦學單位，在民生、織品服裝2學院的事務上具有一定主導地位。
- 耶穌會興辦學院：法律學院、管理學院、社會科學院、神學院（附設於輔大時期）。坐落於校區西北側，建築代表色為「藍」。
  - 較晚成立的醫學院，由校本部興辦，建院後雖劃歸耶穌會管理，但獨立性較高。坐落於校區北側，建築代表色為「白」。
- 中國聖職單位興辦學院：文學院、教育學院、傳播學院、藝術學院。坐落於校區東北側，建築代表色為為「紅」。
- 進修部由校本部直轄，不隸屬於上述3單位。

## 非獨立學院
非獨立學院並不提供教學功能，但提供住宿設施及社交團體的功能，學院是由大學規劃出來的，其財政亦全部或部分依靠大學的撥款。例子有：

### 香港中文大學
在香港中文大學，書院並不提供主要的教學功能，而是負責提供通識教育、宿舍、獎學金等。各書院亦有自己獨立於「大學本部」的校舍，當中有學生舍堂、食堂、圖書館、體育館等設施。

#### 歷史
為了在香港發展中文專上教育，香港政府於1963年成立香港中文大學，由三所中文專上學院──新亞書院（1949年成立）、崇基學院（1951年成立）及聯合書院（1956年成立）──合併組成。但後來高年級本科教育由於「院際教學」的積極推行，而慢慢集中起來。這些課程的數目在1964年只有七個，但十年之後則增加到四百個以上，已有取代各書院分別講授課程之勢。加上，政府聲稱對中大的財政負擔一直偏高，行政支出比香港大學高出兩倍，於是大大加強了整合中大行政架構的需要。
到1977年，香港政府修改大學條例，將不同書院的權力收歸大學中央，成員書院只專責非形式教育（實即學生福利事務），如提供通識課程及學生住宿服務等。不過，部分學系會規定學生所屬書院，如神學院和音樂系所有學生均隸屬於崇基學院，而藝術系和人類學系所有學生均隸屬新亞書院。中大於1986年接受邵逸夫捐款，成立逸夫書院，其地位與原來3所書院同等，但設施方面，逸夫學院並沒有獨立的圖書館（其後，所有以捐款成立的學院均不設圖書館及教學設施）。
隨著香港政府推行三三四高中教育改革，校長劉遵義於2006年至2007年間接受各界捐款，宣佈籌備設立晨興、善衡、敬文、伍宜孫及和聲五所新書院。所有新書院均於2012年或以前開始運作，中大成員書院遂增至九所。

#### 現狀
現時，大部分新生入學時都要填報書院志願（但部分非聯招學生、於聯招補選回合取得中大學位及因文憑試成績上訴得直而得到中大取錄的學生或因時間問題由大學中央分配；而所有就讀神學、音樂之學生必屬崇基，就讀藝術、人類學之學生必屬新亞，雖然他們可以於後期申請改隸其他書院，但將被取消申請學系獎學金資格；風險管理學生只可選擇崇基、新亞或聯合）。除研究院外，所有教職員都會有其所屬書院。雖然權力收歸大學中央，但不少書院文化都得以保留至今，例如除了中大學生會外，九所書院亦各設有獨立的學生會。另外就算是同一個學系或同一種課外活動，九所書院都可能各自設立有關的系會和學會（尤其是商學學會）。